# Скальникова, Эва
Э́ва Ска́льникова (чеш. Eva Skalníková; род. 15 января 1985, Нове-Место-на-Мораве) — чешская лыжница, участница Олимпийских игр в Ванкувере.

## Карьера
В Кубке мира Скальникова дебютировала в 2002 году, в ноябре 2007 года единственный раз попала в десятку лучших на этапе Кубка мира, в эстафете. Кроме этого на сегодняшний момент имеет 1 попадание в тридцатку лучших на этапах Кубка мира, так же в эстафете. В личных гонках на этапах Кубка мира не поднималась выше 42-го места, и очков в общий зачёт Кубка мира не набирала. В Славянском кубке дебютировала в феврале 2005 года, а в марте 2007 года одержала первую победу на этапах Славянского кубка. Всего на сегодняшний день имеет на своём счету 3 победы на этапах Славянского кубка. Лучшим достижением Скальниковой в общем итоговом зачёте Славянского кубка, является 2-е место в сезоне 2008/09.
На Олимпиаде-2010 в Ванкувере, стартовала в двух гонках: эстафета — 12-е место и масс-старт на 30 км классикой — 47-е место.
На чемпионате мира 2009 года в Либереце была 12-й в эстафете, 45-й в гонке на 10 км классикой и 49-й в дуатлоне 7,5+7,5 км.
Использует лыжи производства фирмы Madshus, ботинки и крепления Salomon.